# 下沙烧卖
下沙烧卖又稱下沙燒麥，是中華人民共和國上海市浦東新區航頭鎮下沙社區的燒賣。當地人稱下沙烧卖始於明朝，自稱明朝嘉靖年間倭寇進攻下沙，當地民眾用燒賣慰勞明朝將士。此後每年農曆三月二十八日前後的下沙廟會會有燒賣供應。2011年，下沙燒賣製作技藝被列入浦東新區非物質文化遺產名錄。2013年2月，下沙設立下沙燒賣製作技藝基地。2015年，下沙燒賣製作技藝被列入上海市非物質文化遺產名錄。